# Песничке ведрине
„Песничке ведрине” је југословенска телевизијска серија снимљена 1981. године у продукцији Телевизије Београд.

## Улоге
| Глумац           | Улога |
| ---------------- | ----- |
| Милан Богуновић  |       |
| Иван Јагодић     |       |
| Јован Милићевић  |       |
| Зоран Радмиловић |       |
| Љуба Тадић       |       |
| Милош Жутић      |       |

Комплетна ТВ екипа ▼
| Редитељ    | Јован Коњовић     |
| Сценариста | Лаза Костић       |
| Сценариста | Станислав Винавер |